# 古無軽唇音
古無軽唇音（こぶけいしんおん）または無軽唇音説とは、清代の銭大昕（1728－1804年）による、中国語の上古音の音韻体系において、中古音の軽唇音（唇歯音）が存在しなく重唇音（両唇音）で発音されていたという説である。

## 中古後期の唇音
唐末・宋初に成立したと思われる韻図『韻鏡』に代表される中古中国語の音韻体系（後期中古音）において、唇音には重唇音（両唇破裂音・鼻音）と軽唇音（唇歯音）の2種類の系列が存在した。
|        | 清 （無声無気音） | 次清 （無声有気音） | 濁 （有声音） | 清濁 （鼻音） |
| ------ | ----------------- | ------------------- | ------------- | ------------- |
| 重唇音 | 幇母 /p/          | 滂母 /pʰ/           | 並母 /b/      | 明母 /m/      |
| 軽唇音 | 非母 /f/          | 敷母 /f/            | 奉母 /v/      | 微母 /ɱ/      |

清代の銭大昕は『潜研堂文集』において、「凡今人所謂輕脣者，漢魏以前，皆讀重脣，知輕脣之非古矣」（今の人のいわゆる軽唇音は漢・魏以前は凡て重唇音であり、軽唇音の古からぬことを知る）と述べ、周代・漢代頃の中国語および漢字音の音韻体系（いわゆる上古音）には重唇音しか存在しなかったと論じた。更に銭は『十駕斎養新録』に「凡輕脣之音古讀皆為重脣」と強調している。

## 軽唇音が重唇音であった証拠

### 古い音注・反切
「佛」と「弼」の2字を例とする。中古音の声母では「佛」は奉母、「弼」は並母である。しかし、南北朝末期の陸徳明によって書かれた『経典釈文』には、『詩経‧周頌‧敬之』の「佛時仔肩」の「佛」に対して「毛符弗反，鄭音弼」とあることに注目し、銭はこの2字の漢字音は互いに関連していたと主張する。後漢の許慎（58－147年）の作『説文解字』は「㚕，大也。从大弗聲，讀若「予違，汝弼」」と言い、段玉裁（1735－1815年）は『説文解字注』にこれに「佛時仔肩」を引用し注をつける。「佛」と「弼」の上古音が接近していて、「佛」の声母は重唇音であったことが分かる。
一方、例えば『慧琳音義』など、7世紀以降の新しい反切では重唇音と軽唇音とが区別されている。
ただし、反切はしばしば異音による非音韻的対立を反映しているため、『玉篇』などの古い反切資料でも既に重唇音と軽唇音とを区別する傾向が部分的に見られる。

### 外国語の転写・借用語
7世紀より前の漢訳仏典では、インド諸語の「p(h)」「b(h)」が軽唇音の音節で表記されたり、逆に「v」が重唇音の音節で表記される例がしばしば見られる。例えば、よく知られているように、「佛」はサンスクリット: बुद्ध Buddha（またはそのプラークリット形）に由来し、「梵」はサンスクリット: ब्रह्मन् brahmanに由来する。したがって、これらの音訳が行われた時点では「佛」や「梵」は軽唇音ではなく重唇音で読まれたはずである。
一方、7世紀の玄奘によるサンスクリットの新たな音訳では、重唇音と軽唇音の区別が現れている。

### 方言
閩語や客家語は軽唇音化を経ておらず、他の方言では軽唇音で発音される単語について重唇音の発音を残している。
また、黄錫凌（1908－1959年）の作『粤音韻彙』に「佛」の同音異字として「弼」を収録している（粤拼広東語表記法:bat6）。

### 音韻体系における分布
軽唇音と重唇音は韻母に関して相補的な分布を示している。基本的に、軽唇音は中古漢語の三等C類韻（微韻・廢韻・文韻・元韻・尤韻・虞韻・東韻・鍾韻・陽韻・凡韻）としか共起せず、逆にこれらの韻は重唇音とは共起しない。青年文法学派の枠組みから言って、このことはかつての重唇音が特定の音韻環境を条件として軽唇音に変化したことを示している。

### その他
敦煌出土の『帰三十字母例』と題された写本および「守温韻学残巻」と呼ばれる写本に記された声母の一覧では、唇音は「不・芳・並・明」の4声母のみで、重唇音と軽唇音の対立を欠いている。